# Ashigaru

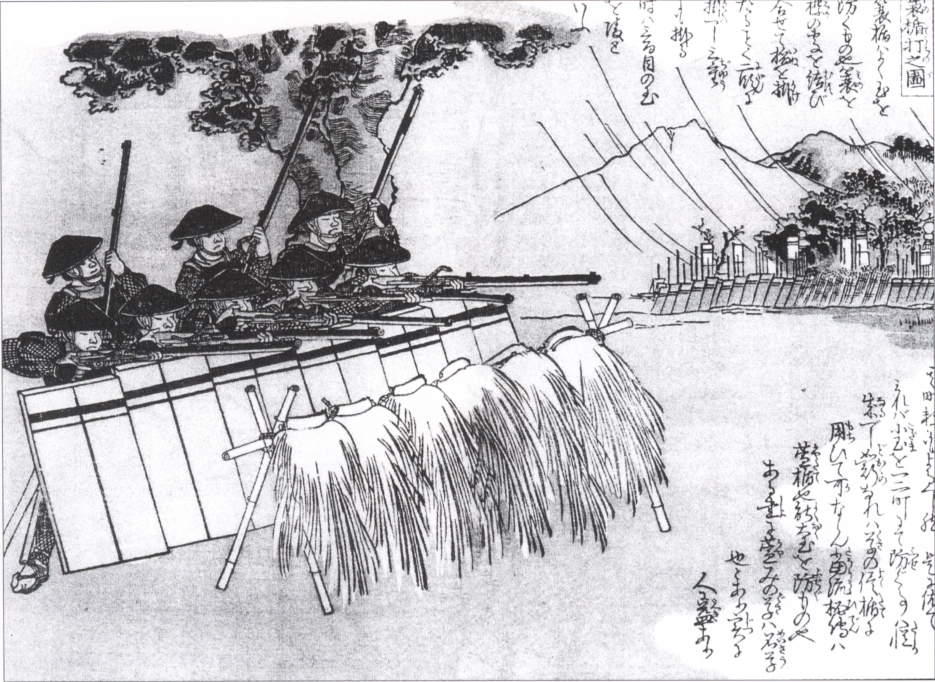
Ashigaru con tanegashima.

Los ashigaru (足軽?   "pies ligeros") eran soldados rasos milicianos en el Japón medieval. Durante el período Muromachi estos soldados fueron contratados por los shōgun como ejército personal.

## Orígenes
Durante el periodo de las guerras Nanbokucho (1336-1392) se desarrolló un estilo de guerra de defensa de áreas montañosas, defendidas primordialmente por grandes grupos de arqueros, en este periodo es la primera vez que se usa el término shashu no ashigaru (tirador ashigaru). Pero un siglo después en el periodo de las guerras Ōnin el término ashigaru cambia por completo su significado. Este periodo se caracteriza por una cruel lucha de poder, acompañada de saqueos e incendios en las áreas alrededor de Kioto. El término ashigaru es usado entonces para definir por primera vez a un tipo de soldado que no tiene armadura, calzado o inclusive armas, hasta que las consiguiere a través del saqueo en contra de su enemigo. Era muy fácil para este tipo de hombres encontrar un daimyō necesitado de soldados que brindara la oportunidad de pelear, saquear y por último desertar.
Originalmente el ashigaru era reclutado sin derecho a paga, se les permitía saquear después de la batalla o tomar lo que necesitaran en las tierras conquistadas. La mayoría de los ejércitos de los daimyō tenía en su mayoría a estos soldado-campesinos que dedicaban la mayor parte del tiempo a cuidar sus cultivos. Las tropas provenientes de la isla de Shikoku tenían la fama de tener sus yari clavadas a su lado cuando hacían la recolección en los campos de arroz, listas para ser usadas al llamado de su Señor.
Esta habilidad de reclutamiento temporal de soldados por un tiempo y agricultores por otro era algo muy común en la era Sengoku y era una tarea muy difícil para los daimyō de cada provincia el saber mantener un balance entre cada una de las funciones, la económica y la de la guerra.
En 1570 se comenzó a dar un cambio en el modo de hacer la guerra en Japón, esto se dio por la introducción de nuevas armas. La primera se daría en las lanzas más largas que llegarían a alcanzar las mismas dimensiones de las picas en Europa y la introducción del tanegashima. Ambas armas no podrían ser usadas de manera hábil ni tendrían el efecto deseado en los soldados de medio tiempo que estaban acostumbrados a participar en campañas rápidas por un corto periodo. Los daimyō reconocieron la necesidad del entrenamiento pero no todos contaban con grandes recursos para poder mantener soldados de tiempo completo. Un buen ejemplo de un daimyō que logró establecer este método fue Toyotomi Hideyoshi. El padre de Hideyoshi había servido como ashigaru en los ejércitos de Oda Nobuhide padre de Oda Nobunaga, hasta que fue herido en batalla y tuvo que regresar a las labores de agricultura.

## Armaduraashigaru

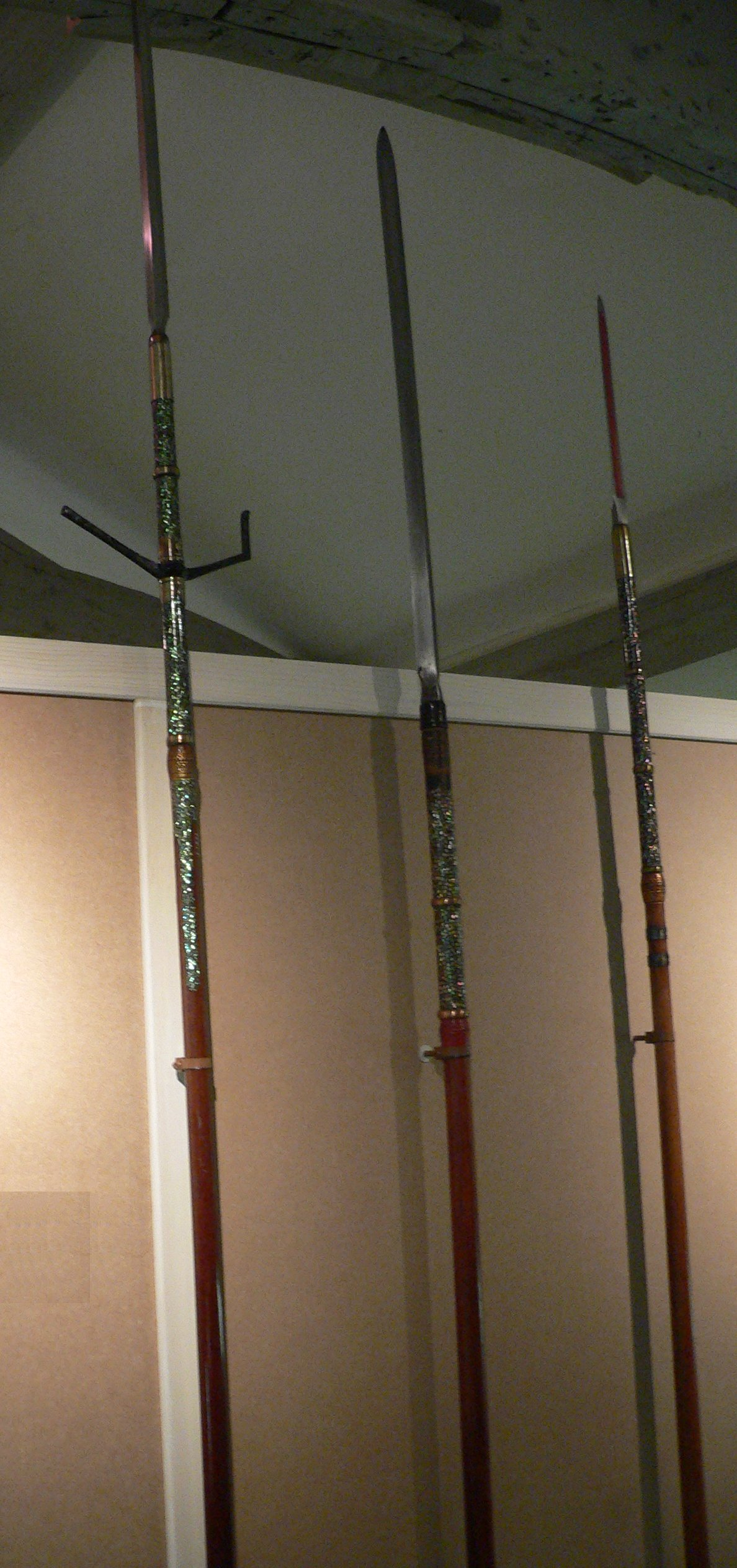
Diferentes tipos de Yari.

Muchos soldados ashigaru usaban la armadura y las armas estándar que les proporcionaba el clan (los ashigaru tenían que hacerse ellos mismos con una espada). Para darles una apariencia brillante se usaban a menudo corazas de hierro y el mon heráldico del clan era pintado sobre el pecho y la espalda de la coraza. Lejos de ser una construcción barata para la armadura de un samurái, la armadura de un ashigaru era sin embargo una buena elección entre protección y movilidad y mucho mejor que el equivalente del campesino en un ejército europeo en el caso de proporcionárselo. Los cascos ashigaru eran casi siempre el jingasa, una especie de casco cónico que, cuando no se encontraba en batalla, podía valer como cuenco para el arroz.

## Armas
Las armas de un ashigaru eran muy variadas dependiendo de a quien sirvieran. Los clanes proporcionaban al ashigaru un yari, una armadura y antes de la introducción del tanegashima, el yumi, (la espada la conseguían ellos). El yari, con la llegada de los portugueses, fue paulatinamente sustituido por el tanegashima (el cual podía usarse fácilmente por alguien inexperto).

## Yari
Como todas las armas japonesas, el yari lo fabricaban artesanalmente. El eje del yari normalmente era de roble, rodeado de un contrachapado de bambú y todo cubierto con una laca impermeable. Una hoja muy afilada completaba la lanza. Al principio el yari medía de 3 a 4 metros de longitud, pero bien entrado el período Sengoku, se fue alargando a medida que los daimyō experimentaban su utilidad táctica.
Los daimyō llegaron a considerarla un arma de gran valor ofensivo-defensivo. Se partía de la teoría de que los guerreros enemigos no podrían entablar el combate mano a mano tras pasar una hilera de hojas afiladas al final de una larga lanza. Los diferentes clanes también homogeneizaron las longitudes de sus yari; por ejemplo, los utilizados por los lanceros del clan Oda pasaban de los cinco metros, en parte por su uso como protección contra las tropas armadas de arcabuces, que necesitaban que un compañero mantuviese al enemigo a raya mientras recargaban.

## Eltanegashima

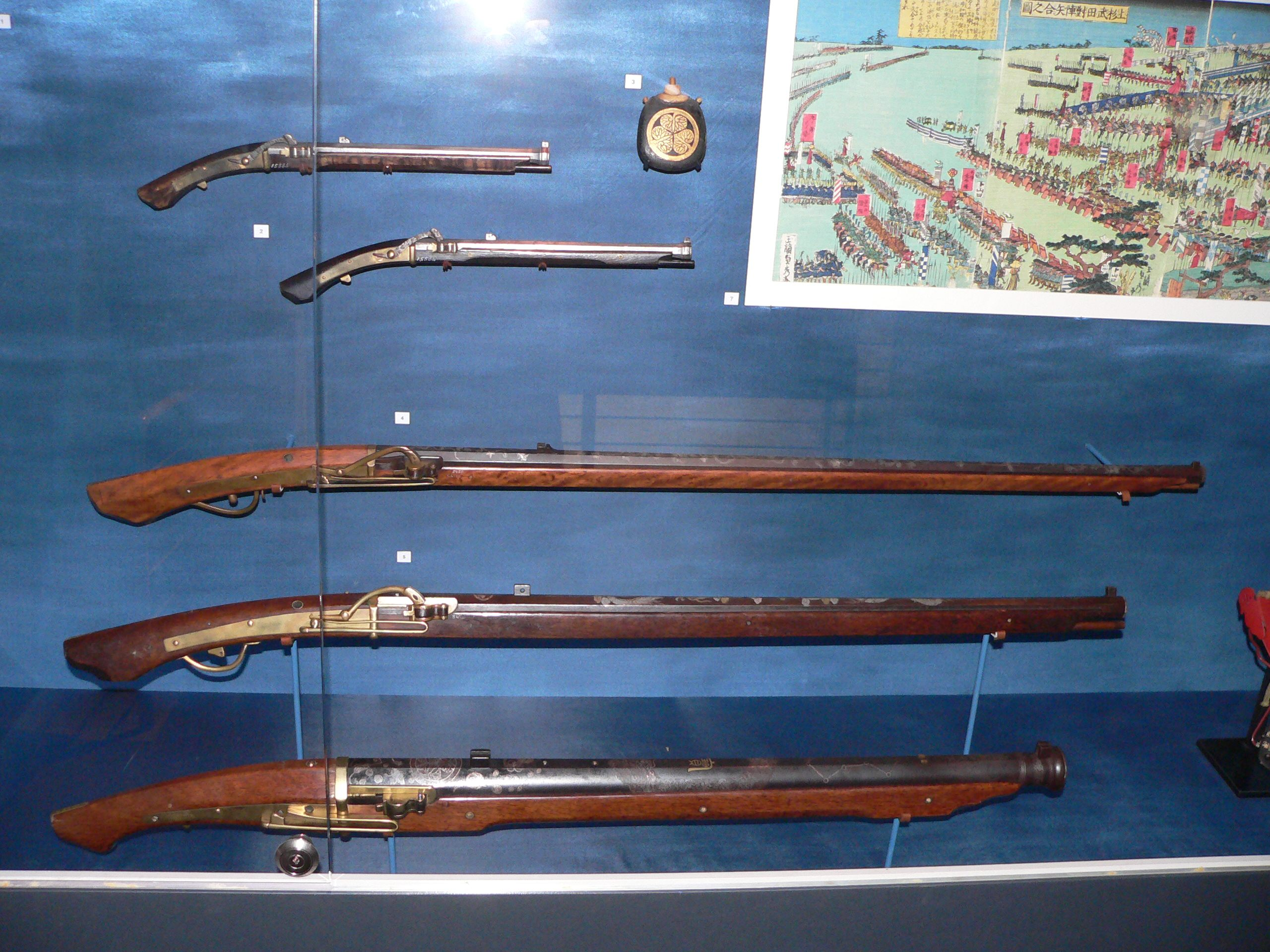
Arcabuces japoneses de la Era Edo.

El tanegashima es casi tan simple como cualquier arma de fuego. Se aprietan dentro del cañón la pólvora, el taco y la bala, se ceba el fogón y una mecha lenta encendida hace disparar el arma. Sin embargo, a diferencia de los primeros revólveres, la mecha se sujeta a la pistola y se coloca mediante un simple gatillo. No tiene ninguna piedra de pedernal ni otro mecanismo de explosión que pueda estropearse. Lo que podía pasar es que el arcabuz explotase en la cara del soldado o que la pólvora se humedeciese, convirtiendo el arma en un garrote muy caro. Una vez que se les inició en el uso del tanegashima, los samuráis reconocieron casi enseguida su utilidad. Después de 1542 no hizo falta mucho tiempo para que los artesanos los fabricasen.
Muchos samurái llevaban el tanegashima en la batalla y lo usaban para disparar (con más o menos éxito, dada la imprecisión inherente a cualquier arma de ánima lisa) contra enemigos importantes. Sin embargo nunca llegó a ser el arma primordial de un verdadero samurái, porque ahí seguía estando la espada. Como arma para los samurái ricos de la época, nunca llegaría a ser realmente eficaz. Más que para otra cosa, solía ser bueno para un solo disparo porque normalmente no se podía recargar en el campo de batalla, aunque los criados estuviesen dispuestos a ayudar.
La verdadera utilidad del arma se hizo notar en las filas en masa de ashigaru. Cuando disparaban como un único grupo o lanzaban una lluvia, las unidades más grandes superaron el hecho de que el arcabuz, como primera arma de fuego, era tremendamente imprecisa. Era más bien por suerte que por acción meditada si un arcabucero acertaba a un hombre a 50 metros de distancia. Más allá de los 100 metros, cualquiera que fuera alcanzado por una bala de tanegashima tenía muy mala suerte más que ser objeto de un disparo intencionado. Al disparar en masa contra grandes objetivos, estas limitaciones se superaron y el arma cambió las tácticas de guerra en Japón.
Al final del período Sengoku, se abandonaron las armas de fuego bajo el shogunato Tokugawa. Los samuráis se convirtieron en los únicos guerreros del mundo que le volvían la espalda a la pólvora.
- Datos: Q725340
- Multimedia: Ashigaru / Q725340